# Batley
Batley est une ville anglaise située dans le comté du Yorkshire de l'Ouest à 27 km de Bradford et à 11 km de Leeds. Il y a une gare.

## Source de la traduction
- (en) Cet article est partiellement ou en totalité issu de l’article de Wikipédia en anglais intitulé « Batley » (voir la liste des auteurs).